# Левковичи (Житомирская область)
Левко́вичи (укр. Левковичі) — село на Украине, основано в 1474 году, находится в Овручском районе Житомирской области.
Код КОАТУУ — 1824283301. Население - ↘720 человек. Население по переписи 2001 года составляет 911 человек. Почтовый индекс — 11134. Телефонный код — 4148. Занимает площадь 0,186 км².

## История

### Первые упоминания
Эта местность известна с середины XV века, как поселение овручских бояр Левковских и Невмержицких, предком которых был Ларион Валевский с Валавска. Достоверно неизвестно, существовало ли село Левковичи до появления бояр Велавских, хотя по результатам работы Овручской археологической экспедиции 1996—2009 гг. — Верпа, Кобылин, Левковичи, Можары, Гаевичи и относятся к поселениям древнерусского периода (X—XIII век), но полноценные археологические раскопки там не проводились, в отличие от соседнего села Збраньки, где обнаружена стоянка периода палеолита. Но, совершенно очевидно, что название села «Левковичи» и бояр «Левковских» происходит от имени старшего сына Булгака Велавского — «Львея» (Льва, Левка), который упоминается рядом с предком Гридковичей и Сидковичей Невмержицких — Микулой (Осташковичем Невмирицким) в Акте разграничения угодий между владениями Виленского епископа (Ивана Лозовича) и каноников Виленского костёла Св. Станислава по рекам Локница (Лохница) и Плотница от 21 сентября 1474 года: «…от ка[ноника] Виленьского костёла святого Станислава пана Митька Петровича и пана Митька Бардича и пана Фёдора Бардича, Олександра Максимовича и Данила Белотьского, Микулу и Львея и инших мужов к тому обличьно собраных, урядили, утверди[ли] есьмо вечно и границю уделали рекою на имя Локницею, и продали к Солоному Бабий остров князя бискуповым людем з усим правом земли и в бортях…». Правда, в этом документе российские издатели Актов Археографической комиссии, ошибочно записав слитно союз «и» и начальную «Л», дали Микуле фамилию «Ильвей», пропустив при этом имя «Львей», хотя эту ошибку исправил польский историк В. Семкович в издании архива Виленской капитулы, где он опубликовал этот же документ, который был переписан «святыми отцами» с русского оригинала латинскими буквами и чётко разделял Микулу и Львея: «…а otъ ka(pituly) Wilenskoho kostela swjatoho Stanislawa pana Mitьka Petrowicza i pana Mitьka Bardicza i pana Fedora Bardicza, Oleksandra Maksimowicza i Danila Belotьskoho, Mikulu i Lьweja i inьszichь muzowъ къ tomu obliczьno sobranych urjadili, utwerьdi (li) esmo wèczbno i hranicju udèlali rëkoju na imja Lokniceju, i prodali kъ Solonomu Babii Ostrowъ knjazja biskupowymъ ljudemъ usimъ prawomъ zemli i wъ bortjachъ…» Кроме того, подписание документа состоялось на постоялом дворе («на корчме») в Каменщизне, принадлежавшем каноникам виленским («на Корчме капитульнее стороны подле Плотницы реки граничьное»), которая находилась у дороги и брода возле реки Плотницы, впоследствии названной «Воробьёва Корчма» или слобода Селизовка (сейчас село Селезовка Овручского района).
Первое письменное упоминание о селе Левковичи относится к 1525 году, когда речь идёт о младших сыновьях Булгака, очевидно, уже небожчиках: «на которои земли два браты седели на имя Нестер а Яшута у Левковичохъ».

### Левковский мужской базилианский монастырь
Центром религиозной жизни шляхетских околиц в XVII—сер. XVIII вв. стал Левковский мужской базилианский монастырь (Reguly swietego Bazylego wielkiego — Устава св. Василия Великого), основанный в селе Невмерицком (теперь село Левковичи Овручского района) «коштом Левковских, Невмерицких и братии их». Недавно стала известна точная дата «фундации» монастыря из завещания дворянина Андрея Малюшицкого, которым он дарил монастырю «остров Шепелевский в грунтах Кобылинских» — это 28 января 1628 года., а его первым игуменом был Еремия Гдышинский. Но как до Брестской унии (1596 год), так и в другие периоды (время правления лояльного к византийскому обряду польского короля Владислава IV, а также после заключения Вечного мира (1686)), Левковские и Невмержицкие придерживались также православия. В этой связи, не случайно, что некоторые из них принимали активное участие в жизни православных братств. Так, при основании Киево-Братской коллегии митрополитом Петром Могилой в 1632 году в числе 30-и киевских шляхтичей под «Актом Киевского Братства, данным Киевопечерскому архимандриту Петру Могиле с изложением условий, на которых воспоследовало соединение лаврской Могилянской школы с братской Богоявленской 1631 года декабря 30», стояли подписи Куприяна (Супреяна) Левковского и Ивана Невмержицкого. В 1690 году Левковский монастырь был временно приписан к Киево-Межигорскому монастырю, где игуменом с 1669 по 1703 год был околичный шляхтич Феодосий Васьковский. Феодосий раньше принадлежал к ордену св. Василия (униат, базилианец), о чём говорится в документе о передаче ему игуменства Межигорского монастыря польским королём в 1671 году: «Theodozego Waskowskiego zakonnika reguly S. Bazylego», хотя продолжал активно сотрудничать и с Московской патриархией, которой Межигорье официально было возвращено с 1685 года. По словам Л. Похилевича и Н. Закревского, Левковский монастырь находился в этот период в зависимости от Межигорского.
«Въ девяностыхъ годахъ, по примѣру монастыря Самарскаго, подчинили себя Межигорцамъ и Лебединскій монастырь Св. Георгія, находившійся въ области Чигиринской, и Левковскій монастырь, бывшій въ уѣздѣ Овруцкомъ».
Левковский монастырь пользовался особенным уважением околичных шляхтичей. В праздничные дни, особенно в храмовый праздник монастырской церкви, в день св. Николая, все шляхтичи сходились из околичных сёл в село Левковичи. В духовных завещаниях Пелагеи Фёдоровны Невмержицкой (1647 год — «Тело моё грешное земли, из которой оно сотворено, поручаю, согласно звычаю христианскому, зятю моему пану Илье Максимовичу Левковскому поховать и погребение учинить должен будет при церкви Святого Николая в монастыре Левковском Невмирицком»), Семёна Мартыновича Левковского (1680 год), Николая Думинского (1689 год), Марьяны Невмержицкой (1713 год) помещались требования, чтобы тело их было погребено в Левковском монастыре, и чтобы в нём наследники их отслужили сорокоуст за упокой души завещателя. Многие лица из числа околичной шляхты делали вклады в пользу монастыря, поступали в число монастырской братии, другие, состарившись, отправлялись на упокой жить в монастыре. Кроме Левковского монастыря, во многих околичных сёлах были также христианские церкви. В период с 1650 по 1720 год в Овручском старостве существовало 13 церквей: в с. Мошках, Дидковцах, Меленях, Шкуратах, Выгове, Ходаках, Чоповичах, Белошицком, Невмерицком, Больших Сингаях, Васьковичах, Пашинах, Закусилах. В эти церкви обыкновенно на храмовые праздники со всех сёл съезжались околичные шляхтичи. Так, к примеру, в Актах Киевского архива встречается выражение: «Дело происходило на празднике в селе Левковичах, на святого Николая русского, куда с околичных сёл собралось множество народа для молитвы и где соседи, отдыхая, вели общий разговор». 18 июня 1714 года между Левковскими распространилось известие, что наместник Левковского монастыря Макарий Недзельский и монах Феодосий дали слово овручским езуитам участвовать в процессии по поводу католического праздника «Божьего тела», и что они уже собираются в дорогу. Левковские толпою побежали в монастырь, побили монахов и запретили им отправляться на езуитскую процессию. Но монахи сбежали в Овруч. Узнав об этом, Левковские отправились в погоню и настигли беглецов в местечке Веледниках. Не решаясь назвать истинную причину погони, Левковские, вбежав толпою в местечко, объявили жителям, что Макарий и Феодосий похитили церковное имущество. Левковские отняли у монахов богослужебные книги, отобрали у Макария патент на звание наместника, сняли с них рясы и клобуки и, оставив их в одном белье, лишили возможности продолжать путешествие, участвовать в процессии и публично осрамили. Игумен Тарнавский, встретившись потом с Левковскими на ярмарке в Веледниках, получил от них публичный выговор за несоблюдение правил монастырской дисциплины.
Решение о закрытии Левковского монастыря и передаче его имущества Овручскому аббатскому монастырю было принято 19 октября 1745 года (см. Акт по Делу Польской базилианской провинции с провинцией Литовской о 12 монастырях № 44, 60):
«Монастыри, кои, по совершенному недостатку фундуша, совершенно оставляются Русской провинцией, пока наследники и благочестивые Фундаторы не обезпечатъ ихъ пожертвованьемъ, достаточнымъ для содержания по крайней мере 8-ми монашествуюшихъ лицъ: Бакоцинский, Боложиновский, Выспенский, Бильченский, Деквинячский, Винницкий, Грабовский, Городенский. Натайковский, Косовский, Короловский, Сынковский, Левковский, Тышичский, Тлумачевский, Бржуховицкий, Улучский, Клодечский, Крупецкий, Замшезощский, Ладовский, Манковский, Бершадский, Лебединский, Анофрейский. Движимый же церковный и домашния имущества сихъ имъющихъ уничтожиться монастырей мы полагаемъ передать слъдующимъ монастырямъ: движимое имущество монастыря Бакоцинскаго — монастырю Добржанскому; Боложиновскаго — Деревяннскому, Выспенскаго — Добржанскому; Бильченскаго— Каменецкому кафедральному; Джвипячскаго— Трембовельскому; Винницкаго— Шаргородскому; Грабовскаго— Добржанскому; Городекскаго — Погоньскому; Натайковскаго — Малеевскому; Косовскаго — кафедральному — Крылосскому, Короловскаго —кафедральному Каменецкому; Сынковскаго— тому же кафедральному Каменецкому; Левковскаго — аббатскому Овручскому; Тышичскаго— Деревяннскому; Тлумачскаго — кафедральному Крылосскому; Бржуховскаго— Добромыльскому; Клодечскаго — тому же Добромыльскому; Замшезищскаго — Люблинскому; Ладавского — Шаргородскому».
Но, тогда Левковский монастырь не был закрыт: по просьбе базилианского протоархимандрита и генеральных консультаторов, папа римский разрешил базилианам не закрывать эти монастыри ещё 10 лет, где фундаторами обеспечивалось содержание не менее 5 монахов-базилиан. А 13 октября 1748 года монастырь с церковью получает новый фундуш от Левковских-Невмирицких. Монахи-базилиане покинули Левковский монастырь лишь во времена ксендза Йосафата Седлецкого, опата («opata») Овручского (после 1753 года), поскольку из-за «щуплого фундуша» выжить в «западлым краю не могли».
Точных документальных данных о месте расположения монастыря нет. Местные краеведы предполагают, что монастырь находился на территории, где проживал Невмержицкий Н. (Дубинка), около 1 км от нынешней церкви. Как пишет Ирина Несен, по словам старожилов села Левковичи: «За сєлом в сторону Сорокопеня був монастир, над ровом стояв».

### Свято-Николаевская церковь в селе Левковичи

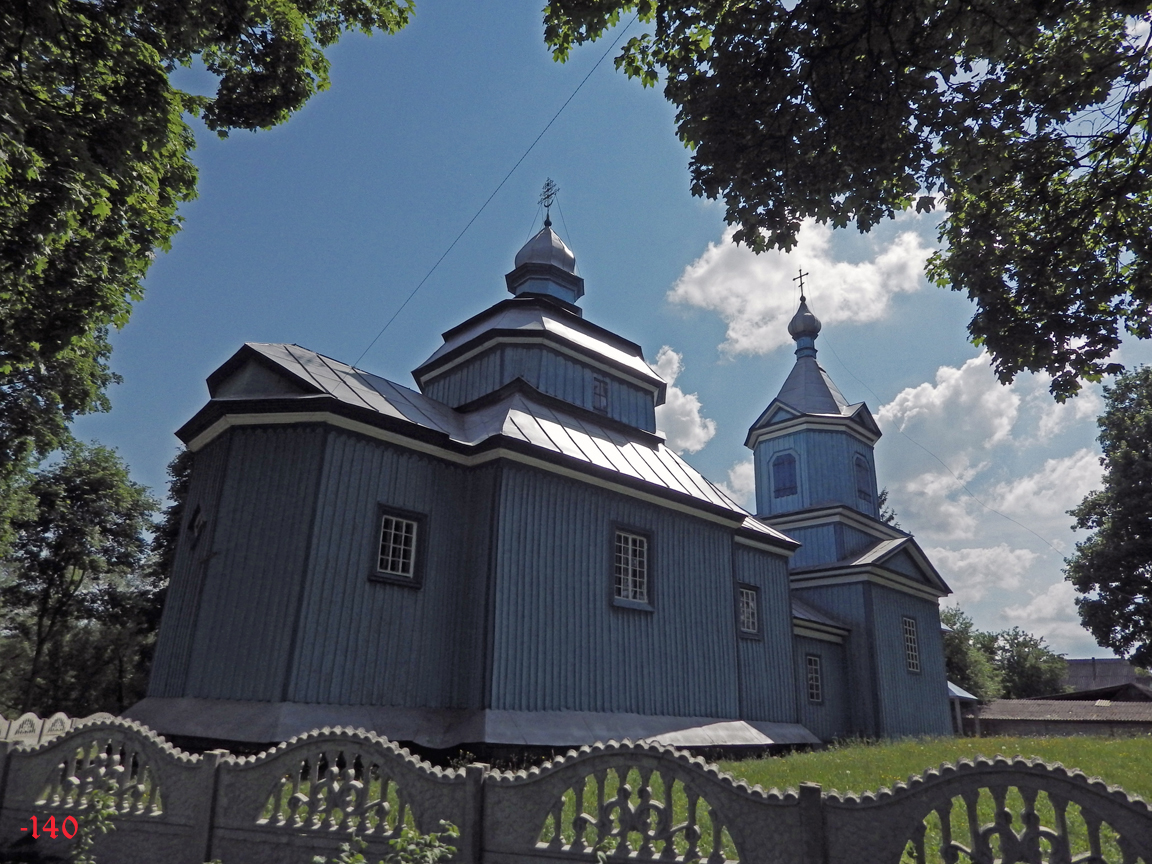
Николаевская церковь в селе Левковичи, 2013 год.

Согласно архивным материалам, действующая Николаевская церковь села Левковичи до 1842 года была униатской. Она построена в 1815 году, вместо сгоревшей деревянной старой церкви в 1810 году. Храм был возведён на средства прихожан Левковских и Невмержицких, а в 1880 году на средства церкви и прихожан к ней была пристроена новая колокольня. У входа в эту колокольню висит старая хоругвь, на которой написано: «От дворянина села Возничи Левковского Фёдора, 1903 годъ». 31 июля 1840 года Михаил (Голубович) — архиепископ Минский посетил церковь села Левковичи, где совершил обряд священнодействия антиминса. В 1904 году церковь посещал Амвросий (Гудко) — епископ Кременецкий, в 1916 году — Скаржинский Пётр Васильевич — волынский губернатор. 9 — 22 июня 1923 года храм посещал Леонтий (Матусевич) — епископ Коростенский и Овручский, который был репрессирован и умер в заключении 23 декабря 1942 года.
На церковном кладбище сохранилась могила некой «Нечаевой», которая согласно легенде подарила землю под строительство церкви, и так же, как Жанна Д’Арк, спасла Левковичи от неприятелей (татар?) — на белой лошади объехала село и враги отступили. Её день смерти поминают в церкви с. Левковичи после праздника Петра в первое воскресенье. Каждый раз во время богослужения вспоминают её в разряде святых. Очевидно, Нечаевая была женой пана Федора Васильевича Нечая: действительно, 25 января 1627 года Анна Петровна Нечаевая Невмирицкая, отписала на церковь «остров, на котором церковь с плебанией» и восьмую часть своей земли в Васьковщизне-Невмиричах, купленную ей 16 марта 1612 года в Мартина Гридковича Левковского за 1000 злотых польских. Её сын, Стефан Нечай, вместе с Антоном Тимофеевичем Невмирицким был указан владельцем части села Невмирицкого («Нечаевщины») в поборовом реестре 1628 года. «Артемий Кончаковский, свещенник Никольский», который назван свидетелем в тестаменте Яцка Яцковича Невмирицкого ещё до фундации церкви в Невмиричах, то есть 26 июля 1605 года, очевидно, был священником овручской церкви св. Николая, ведь ещё в Люстрации Овручского замка 1545 года упоминается «попъ Николский—Александро».
В селе Левковичи в 1892 году известна была икона благодатная Св. Николая, о происхождении которой не сохранилось никаких данных. Рассказывают, что она написана художником, который делал ряд безуспешных попыток снять копию с той, что имел в руках. Художник не мог ничего понять. Но во сне ему явился угодник Божий Николай и сказал: «Возьми кисть и рисуй, а образ свой я тебе сам покажу». И художник нарисовал так, как ему пришло. Дата написания неизвестна. Паломничество на весеннего и зимнего Николая (май, декабрь). В Летописи Левковской церкви об этой же иконе сказано, что «в храме есть помещённая в иконостасе уважаемая всеми икона св. Николая, очень древней живописи в посеребрённой ризе. Икона эта, по рассказам стариков, была ещё из старой церкви, которая сгорела».

### Левковские в освободительной войне Богдана Хмельницкого и в период Руины
Несмотря на то, что мать Богдана Хмельницкого второй раз вышла замуж за дальнего родственника бояр Велавских, королевского «желныра» Петриковского повета Василия Ставецкого, Левковские, как и вся шляхта на службе Речи Посполитой, понесли определённые потери от казацкого войска в связи с освободительной войной Богдана Хмельницкого. Так, 18 декабря 1649 года во Владимирском гродском замке пан Стефан Левковский жаловался, что «…в року свежо прошлом 1648 през поднесенье ребелей войска его королевской милости Запорозкого, веспол з ордою татарскою злученою, противко всее Речи Посполитое Короны Полское, где не тилько на Украину, на Подолю, на Волыню, алеж и в Полесье вторгнувшись, не толко добра шляхецкие, с которых пожиток якись мети могли, але и с которых и жодного пожитку не маючи, дворы палили, справы в закопанех будучие, находячи и одкопаючи шарпали, палили и в нивеч оборочали, гробы, где тела умерших одпочивают, шукаючи собе чого до пожитку отворали, особы шляхецие где кого заскочити могли стинали и губили; то ж пану Стефанови Левковскому, протестуючому и братьи его рожоной учинили… где помененное войско Запорозкое в тутошным краи шло и чата полку Каневского в тамтых краях будучи, тую скрыню поменненого пана Стефана Левковского, в закопаню в острове Моровине будучую, нашодши и оную откопавши, добра и охандозства розные побравши, а тые вси справы попалили и в попел обернули». Но некоторые Левковские принимали участие в освободительном движении в период Руины уже на стороне казаков. Они создали казацкий отряд во главе «panom: Michałowi, ojcowi, Piotrowi i Remianowi, synom, Lewkowskim», который в продолжение многих лет нападал на соседние шляхетские дворы, убивал помещиков, грабил их имущество, разорял имения. Так, в 1679 году сосед Левковских помещик Франциск Потоцкий, жаловался, что они «прельстившись своеволием и пребывая в нём постоянно, набрали толпу людей всякого звания бьют и истязают проезжих шляхтичей, опустошили его имения, присвоили себе его борти и не допускают собираться ярмаркам в его имении Веледниках».. Из персоналий в источниках встречаются Мартин, атаман казацкий, Фёдор, Даниил, Григорий и Пётр Левковские 1663 года.

### Многолетняя конфронтация с Кмитой Чернобыльским и его потомками
Конфликт с чернобыльским наместником Филоном Кмитой, возникший из-за противоречивых листов, изданных канцелярией великого князя, начался 29 марта 1566 года, когда Жикгимонт Август дал «Привилей Филону Кмите на имене Чорнобыл, заменою даное на вечность». В привилее говорилось, что господар «…взявъ Подольския земли до рук и до столу своего, дали Филону Кмите отъменою, яко награда ему за его службы лежащий в Киевской земле замок Чорнобыли з местомъ и з мещаны тамошними и з бояры, слуги путными и их кгрунты и селичбами и селищами зо всимъ на все, яко се то само в собе, в границах и обиходах своихъ здавна маетъ, со всем тем и со всеми доходами, што Чорнобыл замокъ до сего часу был держанъ на нас господара, а меновите з двема сельцы под Овручимъ, тамже в земли Киевской на имя Кубелиномъ а Левковцами, бояры, слуги путными и их подсуседами з их селичдбами и зо всим кгрунты пашными и бортными…» (Лит. Метр., I A-49, Лист 2, 2 об.)
Из Листа Филона Кмиты до Остафея Волловича, каштеляна Троцкого (05—07.XII.1573) названы сёла под Овручем — Левковичи и Кобылин: «А прото ж прошу покорне пана своего милостивого, абым мог за милостивым призволением вашей милости панов рад для пильных долеглостей моих з сего краю староства моего до его кролевской милости, пана нам пришлого, зъехать а за милостивыми причинами вашей панской милости, опатрением которым государским, упадлость мою поратовать так, як того з самое милостивое жичливости вашей милости, государя моего, рада и наука мне ест, и яко заслужоное в скарбе, так и селка тые под Овручем, которыем вже з милостивого розсудку вашей милости панов рад и правом перевел, жебых вже всего того скутком дойти мог», а из следующего листа (01.III.1574) видно уже, что судебное дело Филона Кмиты с Левковскими затягивается: «Государю! Борони мя, слугу, так теж покорне прошю о прычыну мандату государского с канцелярыи корунное о Кобылиньцы и Левковцы, жебых вже з ними конец прынял, коло чого справу достатечную тот выросток мой Лосятинский вашей милости, пану моему милостивому, дасть. А я все тые милостивые ласки вашей милости вечне з жонечкою моею и детками заслуговать буду…» В Листе до Миколая Радзивилла, воеводы Виленского (30.VI.1574) Филон Кмита также просит воеводу помочь в деле Левковских и Кобылинских: «Ижем позвал мандатом е(го) к(о)р(олевской) м(илости) подданных государских слуг путных у замку овруцкого на имя кобелиньцов и левковцев з их себрами, которые сельца государ король е(го) м(илость) славное светое памяти рачыл мне за отмену имений моих подольских при замку своем государском Чорнобильском у в отчызну дати; которие, не хотечи мне служити, менечысе быти шляхтою, позывали мене перед государя е(го) м(илостью) зошлого пана нашого. Коло чого за позвы их, справедливость за розказанем е(го) к(оролевской) м(илости) перед паны рады их м(илостей) на сойме Городенском была им чынена. И гды до выроку государского прышло, тые подданные з двора государского в неведомости зъехали, выроку государского не дождавшись, по которых там же на тот час дан и был мандат, которым были знову до выроку позваны. А в том смерть е(го) к(о)р(олевской) м(илости), пана нашого милостивого, зашла. А мне се и до того часу звлока стала и идет ку великой крывде моей… И покорне ниско челом бью пану государю моему милостивому о милостивую причыну ку е(го) к(оролевской) м(илости), а особливе до е(го) м(илости) пана канцлера корунного, которые естли се на двор государский покажут, абы, ведле розсудка их милости панов рад, на выписе, з канцелярии мне выданом, што и перед маестатом е(го) к(о)р(олев)ской м(илости) покажет, абым вже неотвлочный, милосердный, справедливый вырок е(го) м(илости) государский на тых подданных за милостивою причыною в(ашей) м(илости), м(илостивого) м(оего) пана и государя, яко вжо на осужоных, одержал и отнесл. За что бым пана бога с потомством моим вечне за щастливое пановане в(ашей) п(анской) м(илости) просил и вечне заслуговал»
В Выписе из гродских книг Киевского господарского замка в лето от Рождества Христова 1576 года июля 4 дня сказано, что «… иж деи року тепер идучого семьдесят шостого месяца мая двадцатого дня в неделю на свитанни его милость пан Филон Семенович Кмита староста Оршанский, припомневши боязни Божеи и срокгости права посполитого и статуту, з тем на польбищи вогневой наславши деи можно кгвалтом на именья наши Левковцы и Невмиричи на домце наши шляхетне врадников своих Веледниковских Василя Одноокого, Васка Москвитина, врадника Богдановского Гришка Иаковлевича, Ивана писара Чорнобыльского, а Сидора Остаповича, а пред них немало слуг, бояр и подданных Чорнобыльских и Веледницких околко сто человек конно, заровно в панцырах з рогатинами, бронами, якоже напротивку неприятелеве, слуг деи и подданных наших и челядь дворную побили, помордовали, а инших поймавши з собою повели и до везенья посажми, у дворов у клетей замки поотбивавши, двери, окна полупивши, маетность деи нашу побрали, а на улицы межи дворами нашими кони, быдло коровье, волы, овцы, свиньи и весь табон загнали, по полю и по лесу збожья стоги попалили…» В числе пострадавших упоминаются Зиновий Сидорович, Григорий Нелипович, Пётр Солтан, Панас Сидкевич, Тит Севастьянович, Андрей Невмирицкий. Известен в этом процессе и документ от 4 сентября 1578 года: «Отложение королём Стефаном разбора дела между паном Кмитою, державцею чернобыльским, и Кубылинцами, Левковцами, Невмиринцами и Верпковцами, желавшими доказать, что они бояре, а не слуги путные». В Литовской Метрике также сохранилось множество документов по этому делу, которое впоследствии продолжали потомки Филона Кмиты.

### Противостояние бояр села Левковичи с державцами и старостами Овручского замка
Отношения околичных шляхтичей и администрации Овручского староства были крайне сложными (державцами и старостами: Абрамом Мышкой Варковским, Михаилом Вишневецким, Павлом Руцким, Франциском Потоцким, Иосифом Бржуховским, Станиславом Ольшанским, Францишком Загурским, Яном Стецким и другими). Более 200 лет длилось это острое противостояние, корни которого, по мнению некоторых исследователей, находились в несовершенстве государственного и политического устройства Речи Посполитой.
Итак, в 1614 году в Варшаве было издано пять декретов королевскаго суда, выданных по иску старосты овруцкого князя Михаила Корибута Вишневецкого к различным группам держателей королевских сёл в старостве о том, что эти держатели, владея землями, обложенными службою боярской путной и поляницкой, уклоняются от исполнения её и тянут с землями своими в земство. В числе других бояр названы многие потомки Давыда Велавского: «…вамъ Пашку Истимовичу, Мартину Гридковичу, Яцку Тумиловичу, Оникию Хыневичу Ледковцомъ, Тишку Диаконовичу, Степану а Ивану Невмирицкимъ, бояромъ нашимъ, также иншой шляхте и всимъ державцомъ и поплечникомъ села Ледковцовъ, до староства нашого и присуду замку Овруцкого належачихъ, …вамъ Захарку, Яцку и Семенови Верповицомъ, бояромъ нашимъ, также шляхте державцомъ и поплечникомъ всимъ вашимъ села Верповъ; …вамъ Ивану, Васку и Богдану Геевичомъ Лондиковцомъ, Логмину, Артемю Доротичомъ и Росметкомъ, бояромъ нашимъ, также шляхте державцомъ а поплечникомъ всимъ села Геевичъ, до староства нашого и присуду Овруцкого належачимъ…»

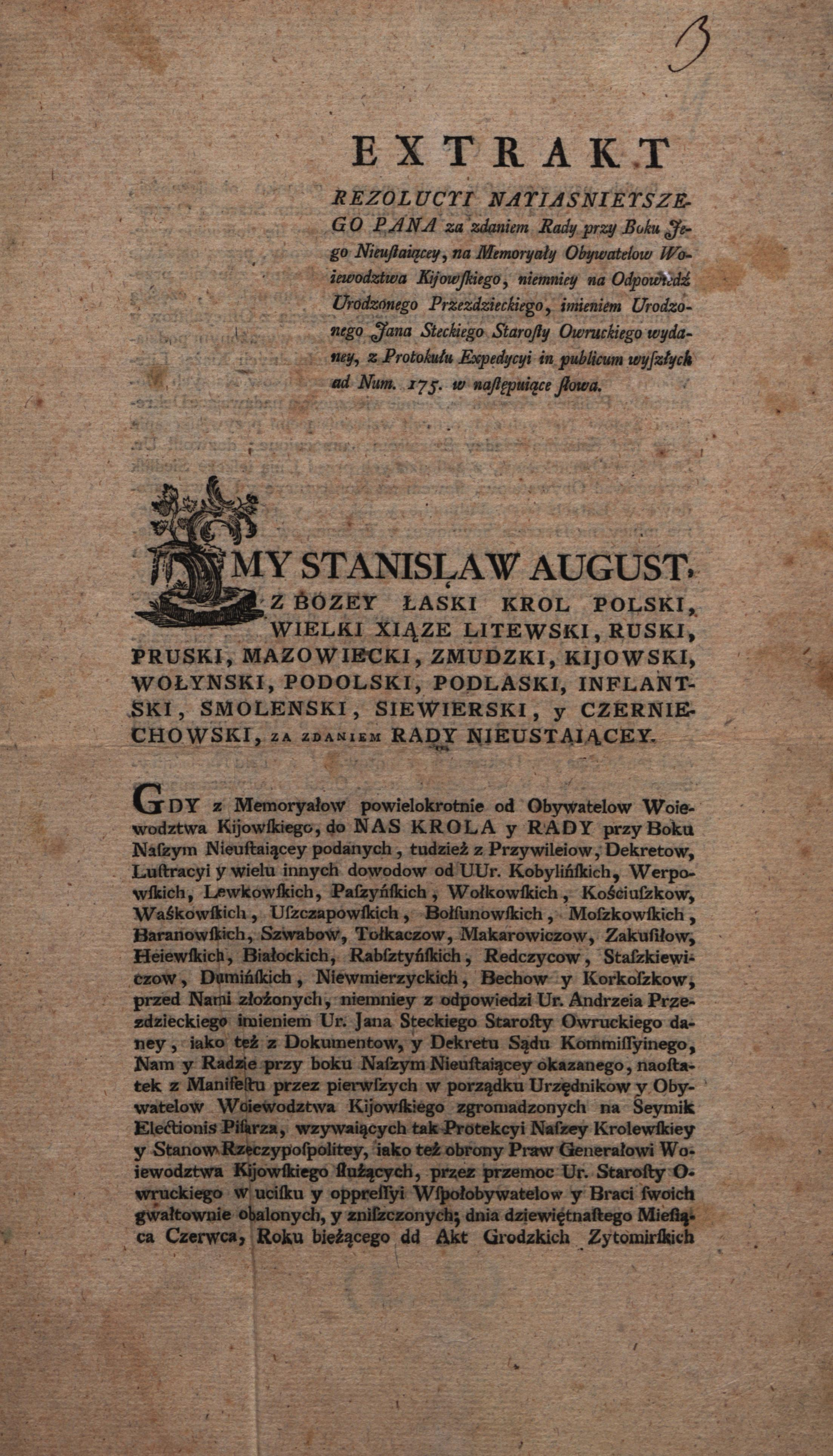
Экстракт короля Станислава Понятовского (ГАЖО)

Вышеуказанные противоречия особенно обострились в 1670—1690-х годах, когда большинством земель в Левковичах владели Левковский Михаил и его сыновья Пётр и Роман (младший) Левковские. О сложных отношениях Левковских с овручским старостой Франциском Потоцким свидетельствует жалоба дворян: Романа, Михаила, Петра и Прокопа Левковских на дворянина Франциска Потоцкого от 7 июля 1682 года. В жалобе сказано, что, пригласивши в свой дом Романа Левковского Франциск Потоцкий, приказал слугам своим изрубить его, причём угрожал поступить со всеми Левковскими так, как поступил его отец с Антонием Невмирицким, которого он убил, волочил труп, привязав к хвосту лошади, дом его сжёг и имение присвоил себе («żе‚ jako niebozczyk rodzic mój kazał zabić i końmi włoczyć przed tym Antoniego Niewmiryckiego, i iego substantie, zabrać, i mieszkanie spalić, tak i ja teraźniejszym protestantom uczynię»). Потом Потоцкий обвинил несправедливо Левковских в укрывательстве беглых крестьян, и наконец позволил своему управляющему, Хмелёвскому, похитить жену Прокопа Левковского, отказался выдать её мужу и когда Прокоп Левковский явился с требованием в имение Потоцкого Веледники, то по приказу Хмелёвского был посажен в тюрьму, а потом избит до полусмерти.
Показательным в плане борьбы Левковских с овручским старостою Яном Стецким, является документ  — «Ответ дворян овруцкого уезда на доказательства, приведённые по тяжебному с ними делу, овруцким старостою, Стецким (1766 год)», опубликованный в Варшаве.. По данному делу в 1775 году была назначена Сеймовая комиссия. Наконец, король, Станислав Август Понятовский специальным листом от 22 сентября 1775 года освободил Левковских и других шляхтичей от преследований овручского старосты Яна Стецкого и обязал его восстановить их в имущественных и дворянских правах.

### Столкновение с хоругвями польско-литовского войска
- Хоругви Речи Посполитой (видео)

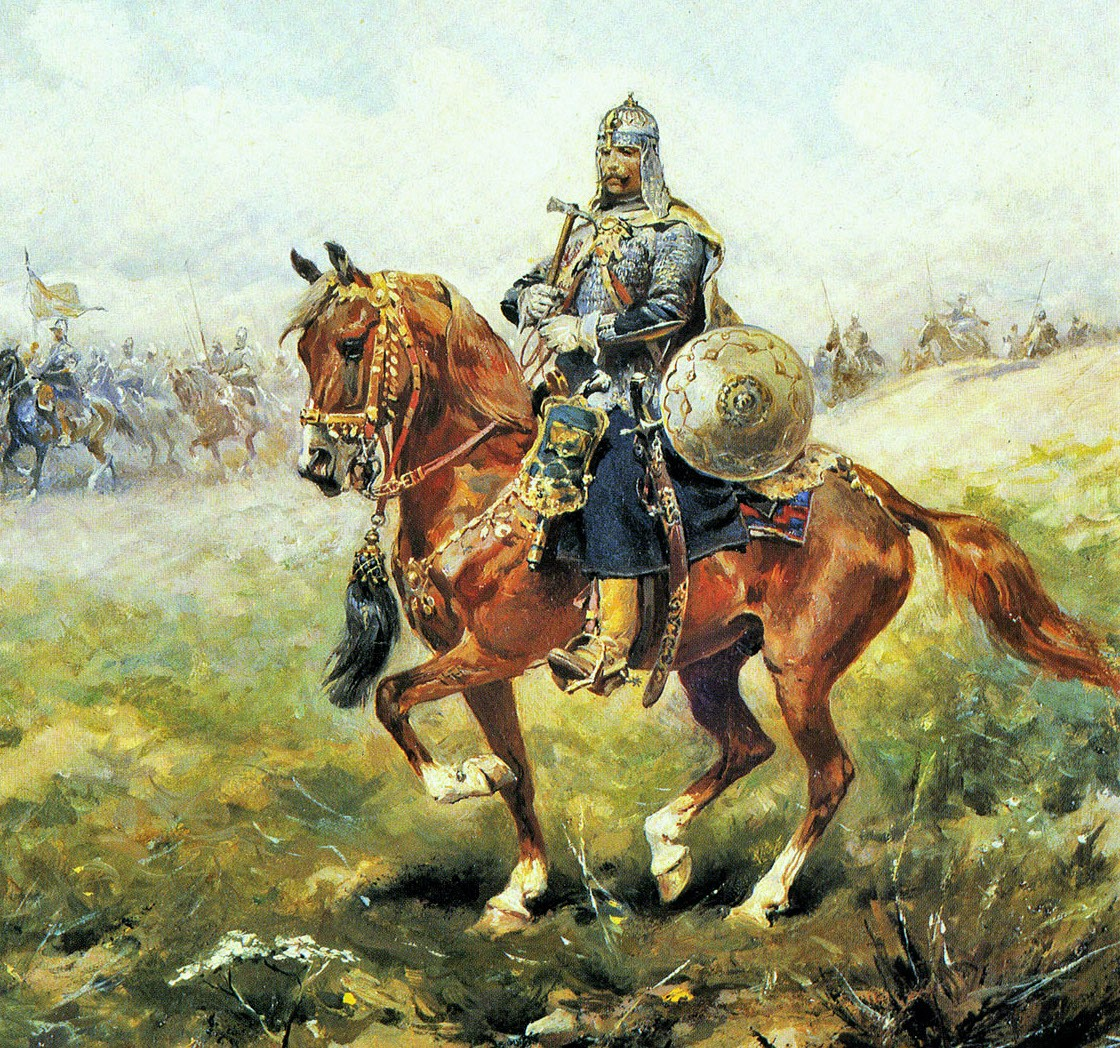
Всадник польской панцирной кавалерии. Й. Брандт, XIX в.

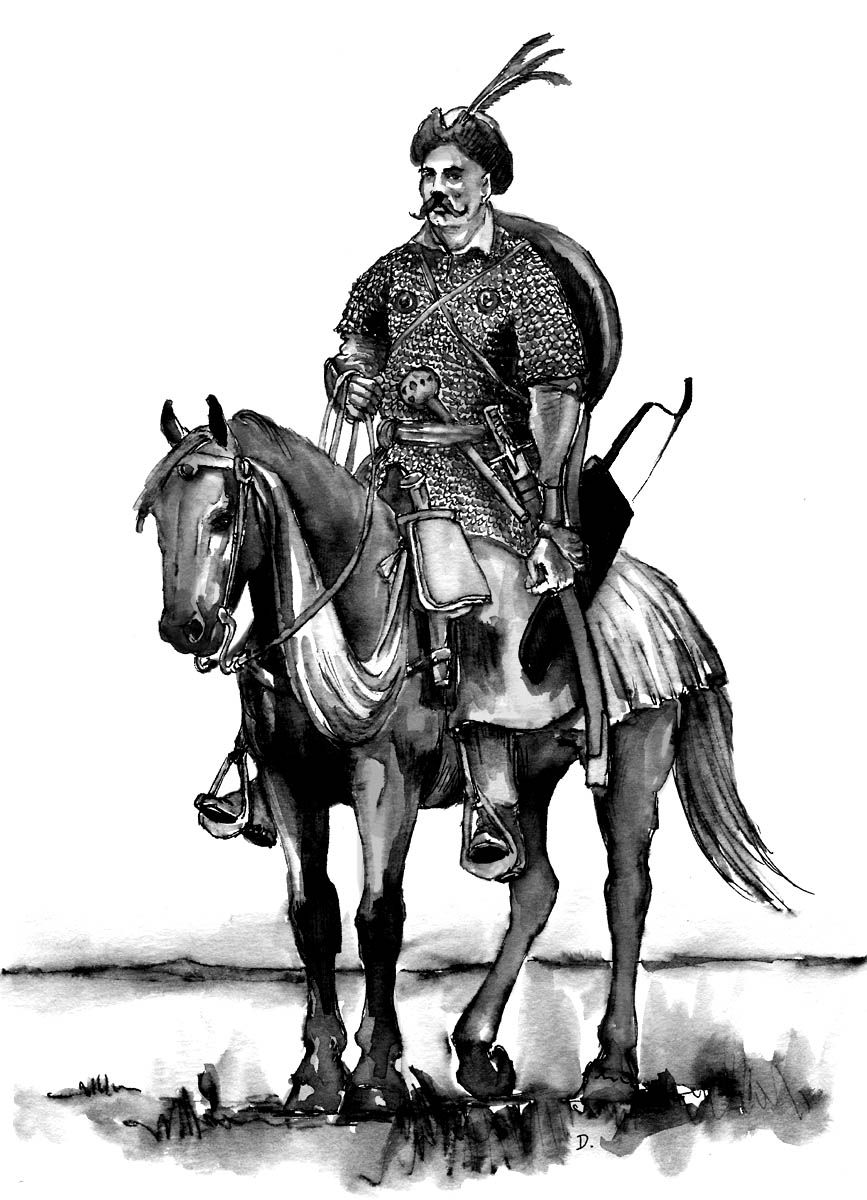
Товарищ панцирной хоругви

Также противоречия Левковских с польско-литовской администрацией наглядно проявлялись в постоянных столкновениях шляхтичей с хоругвями польско-литовского войска. В 1685 году татарская хоругвь стародубовского маршала Криштофа Литава, принадлежавшая к литовскому войску, отпущена была из лагеря на зимние квартиры. Путь её пролегал через смежные шляхетские сёла Невмерицкое и Левковичи. Перед засеком встретили их в качестве парламентёров Пётр и Роман Левковские. Они объявили Сенькевичу, командиру хоругви, что отряд его не имеет права входить в село, не приславши писарей, чтобы известить жителей о своём приходе; в заключение Левковские показали гетманские универсалы, освобождавшие их от военного постоя. Вместо ответа Сенькевич обнажил саблю, ткнул остриём в универсал и пронзил его вместе с рукою Петра Левковского; вслед за тем он обратился к своей команде со словами: «Бейте до смерти такого-то сына!» «Если бы меня не спас жупан из толстой лосьей кожи, то я наверно был бы искрошён в куски», — жаловался впоследствии Пётр Левковский. В это время в Левковском монастыре ударили в набат: женщины и дети бежали в монастырь, мужчины вооружались чем попало и выходили на улицу. Жолнёры спешились и пошли в атаку. В результате серьёзно были ранены Андрей Невмерицкий, Павел Левковский, Прасковья Левковская, Василий Левковский, Александр Невмерицкий, Андрей Невмерицкий, Елена Левковская, Иван-Вилимонт Невмерицкий, Самуил Невмерицкий, Степан Кобылинский, Станислав Пожарницкий. Между тем количество жолнеров значительно уменьшилось, потому что многие из них остались на пути, увлекаемые грабежом: они врывались в дома и кладовые, хватали одежду, разбивали шкатулки, рвали попадавшиеся им документы, забирали хлеб и мёд из пасек. Число защитников в то же время усиливалось. Из монастыря, из соседних домов, садов и огородов раздавались выстрелы, люди вооружённые пиками, топорами, дубинами начали теснить жолнеров со всех сторон: повалилось несколько товарищей и рядовых. Жолнеры принуждены были отступить во двор Андрея Невмерицкого и стали отстреливаться. Осаждавшим прибывали в подмогу из соседних сёл шляхтичи и крестьяне. Ночью жолнеры тайно бежали в село Велавск, оставив свои запасные лошади, повозки, захваченных днём пленных и добычу.
Три года спустя рота пехотного полка литовского канцлера опять явилась в Левковичи и расположилась постоем, но она встретила приём не слишком дружелюбный и пробыв на месте только 4 дня, оставила село. При уходе жолнеров Левковские сопровождали их угрозами и не советовали попадаться в Левковичи поодиночке. Действительно, несколько времени спустя, труп одного жолнера был найден на рубеже села. Этот факт отразился в жалобе от 29 апреля 1688 года Якова Приборовского, капитан-лейтенанта пехотного полка литовского канцлера на дворян Левковских и Невмержицких о том, что они, озлобившись за постой в их селе одной роты полка его, обещали убить каждого, попавшегося солдата этой роты и что они действительно захватили в своём селе и убили одного из этих солдат — Якова Гудзевича. А когда Левковские, Кобылинские и Невмерицкие столкнулись на ярмарке в Веледниках с панцирною хоругвью коронного войска, то затеяли с нею драку, солдат и офицеров стащили с коней, побили, поранили и прекратили драку только после вмешательства местного управляющего. В 1699 году овручский староста в своём позове обвинял околичных шляхтичей в том, что они «беспрестанно громят хоругви, находящиеся в службе речи посполитой, и убивают жолнеров».

### В Родословной книге дворян Волынской губернии

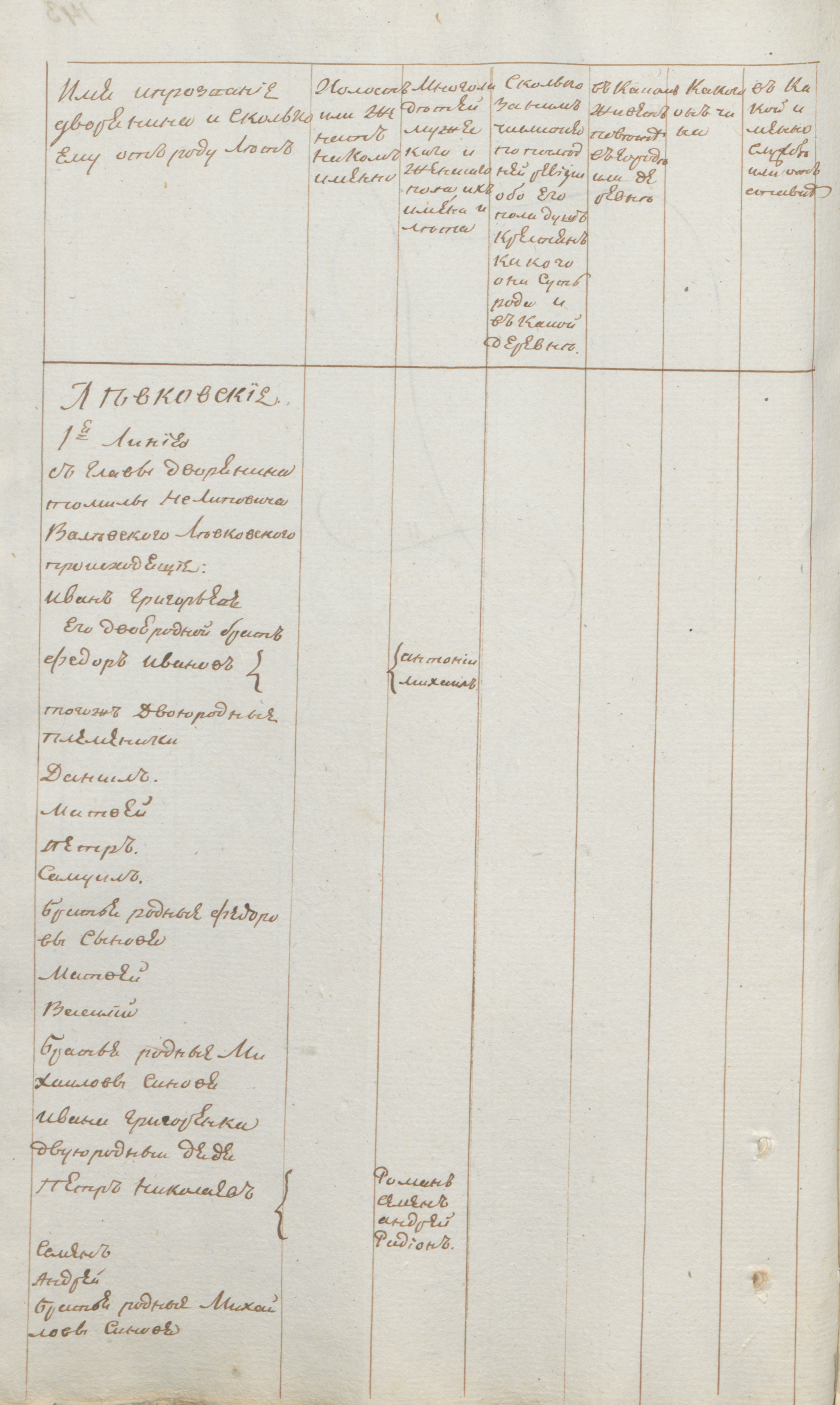
Левковские в Родословной книге дворян Волынской губернии 01

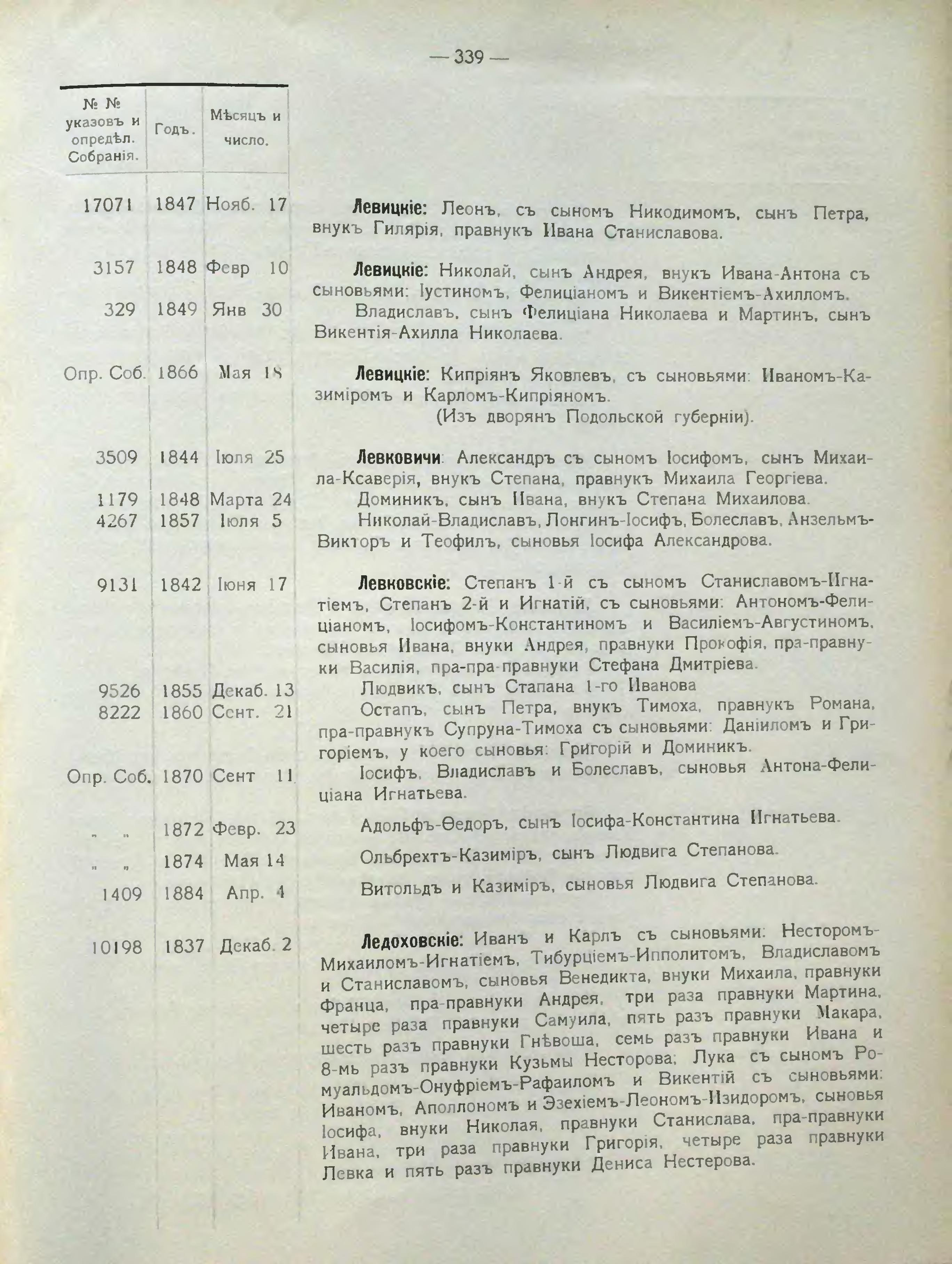
Левковские в «Списке дворян Волынской губернии» Часть VI, Житомир 1906 г.

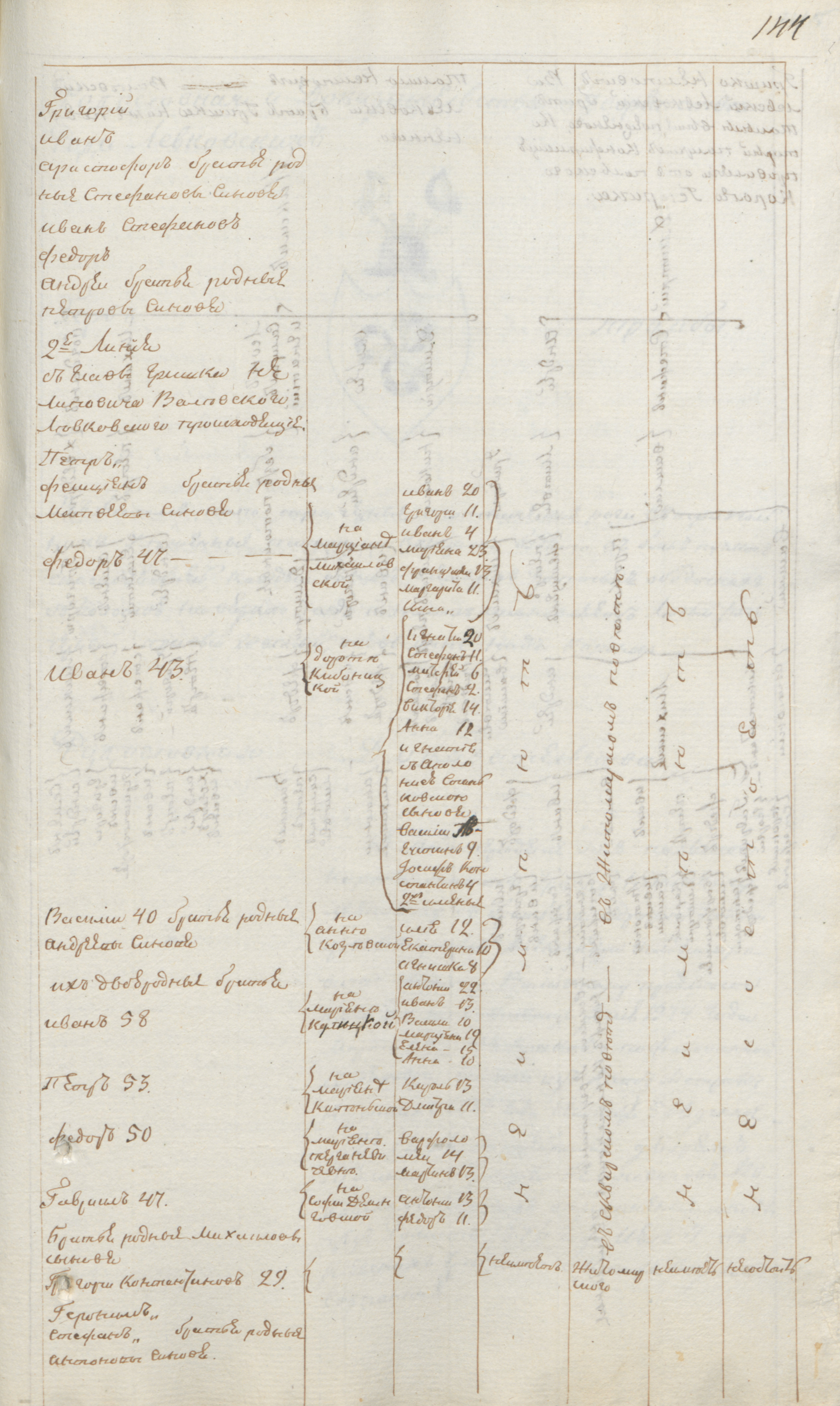
Левковские в Родословной книге дворян Волынской губернии 02

После присоединения Правобережной Украины к России (1795 г.) дворянские права Левковских были узаконены Департаментом Герольдии Российской империи, так как в 1802 году почти все Левковские и другая шляхта, проживавшая в сёлах Левковичи, Возничи, Гошев, Болсуны, Васьковичи, Выгов, были внесены под литерой «Л» в многотомную Родословную книгу дворян Волынской губернии.
Но, немного спустя, в результате «Разбора шляхты» (19 октября 1831 года Правительствующим сенатом был издан закон «О разборе шляхты в Западных губерниях и об упорядочении такого рода людей»), в Родословную книгу дворян Волынской губернии вносили только тех Левковских, кто смог доказать своё дворянское происхождение. Согласно Указу от 11 октября 1832 года Левковские были отнесены к дворянам 2-го разряда. По истечении трёх лет, Левковские, кто не успел или не смог в силу финансовой несостоятельности подать через Дворянское собрание в департамент Герольдии прошение и подлинные доказательства дворянства (дворянские свидетельства, выписки из актовых книг, копии указов и определений о причислении к дворянству), были включены в сословие мещан. В редких случаях Левковские записывались как однодворцы до 1868 года, вольные люди и из-за этого иногда их записывали как крестьян. В результате определённой политики царского правительства по отношению к шляхте в западных губерниях империи, и после Указа Сената от 19 февраля 1868 года только некоторая часть Левковских была записана потомственными дворянами (Гридюченки и Супруненки), а большинство мещанами и крестьянами.
Левковские-дворяне были внесены в 6-ю часть Родословной книги дворян Волынской губернии под литерой «Л», а с 1906 года в официальное печатное издание Волынского дворянского депутатского собрания — Список дворян Волынской губернии. В шестую часть вносились роды, дворянство которых насчитывало столетие на момент издания Жалованной грамоты. Формально запись в шестую часть родословной книги не давала никаких привилегий, кроме одной: в Пажеский корпус, Александровский (Царскосельский) лицей и в училище правоведения зачислялись только сыновья дворян, записанных в пятую и шестую части родословных книг..

### В гавенде «Овручане. 1794» Чайковского (Садык-Паши)
Время действия гавенды — между вторым и третьим разделами Речи Посполитой. Действие происходит в уездном городе Овруч. Шляхта обсуждает возможность восстания против «москалив», вырабатывают совместную стратегию и тактику. Левковские в числе «целой многой шляхты Овруцкой… ножи острят на Москаля, кони уеджая, прираджая списы, чтобы по своему, по козацкому звычаю завесть танец, загулять з Москалём… Головой и сердцем рвутся до бою, руки готовы до брони., од свету до вечора ждут только сигнала дзвонов, а ночью сница и марица о войне». Но заговор оказался неудачным. Ксьондз Эзехиль (Куликовский) донёс на шляхту и вооружённые «москали» врываются в василианский монастырь и арестовывают 11 человек главных овручан, которых позже было вывезено в Сибирь: «Забрано 11 начальников Овруцких и вивезено геть на Сибирь… Овручане под дубы под сосны поховали броню, кони выпасают по луках и держат в стайнях, повторяя, то в мыслях, то словами: — Прийде час, прийде час».

### Советский период
Советская власть установлена в январе 1918 года.
В 30-е годы Левковские и другие жители села, как и многие граждане Советского Союза, стали жертвой
сталинских репрессий. Типичные обвинения: участие в контрреволюционной повстанческой организации, антисоветская агитация, контрреволюционный саботаж, контрреволюционная агитация, шпионаж, кулаки. Ошибочно приписывалась в это время, в частности Левковским и Невмержицким польская национальность, хотя они велико-поляками никогда не были, а в дореволюционной России и ранее, в Речи Посполитой, были польско-литовской шляхтой древнерусского происхождения. В Книгах памяти сохранились точные сведения о 58-ми репрессированных Левковских, но по данным Житомирского областного архива, их было намного больше, из них больше половины составляли добровольные мигранты, переселившиеся в 1920-х гг. с полесских районов Украины в Сибирь, Забайкалье и Дальний Восток. Есть также сведения, что осуждённые Левковские участвовали в строительстве Беломорканала. Ярким примером безвинно пострадавших за свои убеждения может служить трагическая судьба Левковского Александра Евменьевича и Левковского Леопольда Станиславовича (Степановича).
Во время Великой Отечественной войны 300 жителей села сражались на фронтах и в партизанских отрядах против немецко-фашистских захватчиков. 280 человек награждены орденами и медалями, 79 — погибли смертью храбрых. В честь их установлен обелиск Славы. А полного списка Левковских, в том числе из других регионов, погибших во время второй мировой войны, пока нет, но работа по сбору информации продолжается.
Левковичи славятся своими вышивальщицами. В 1967 году их изделия экспонировались на Выставке достижений народного хозяйства СССР.

### Реликтовые явления в традиционной культуре
- Автохтонное пение с. Левковичи (видео)

Несмотря на тысячелетнюю ассимиляцию в среде славян, современные историко-этнографические исследования Среднего Полесья определённым образом подтверждают связь потомков овручской шляхты, в частности Левковских, Невмержицких и Можаровских, с восточными традициями:
- Так, в погребальных обрядах околичной шляхты ещё в начале XX века существовали реликтовые явления. Среди них, в частности, традиция перевозки к могиле гроба на санях, а также участие в похоронах неженатого парня — коня, покрытого ковром, или конных всадников, сопровождавших шествие: "При похоронах мальчика вели несколько пар лошадей, покрытых коврами, заперезаных кромками. Отдельно несколько верховцив с чёрными платками, с полотенцами через плечо. Один из них с чёрным флагом в руках. У лошадей в гривах красные ленты. На хоругвях и кресте тоже полотенца «. (Червяк К. До похоронних звичаїв околичної шляхти… НАНФ ІМФЕ, ф. 1, оп. 4, спр. 249, арк. 1, Шляхта околична…, стор. 18). Также удалось обнаружить другой элемент этого обычая, согласно которому во время хода похоронной процессии всадник заезжал в дома. Примечательно, что в местной свадьбе существовал аналогичный обычай введения лошади в дом. (Несен І. Культурні символи давнини: кінь у весільному ритуалі К., 2003), однако в похоронах лошадь выступает, прежде всего медиатором между этим и загробным миром. Очевидно, именно она по мифологическим представлениям прошлого, сопровождает душу умершего хозяина в царство мёртвых. Поэтому сопровождение конём умершего, как вполне архаическую, встречаем и в ритуальной традиции других народов, в частности осетин. (Дюмезиль Ж. Осетинский эпос и мифология. Москва, 1976, стр. 42)».[73]

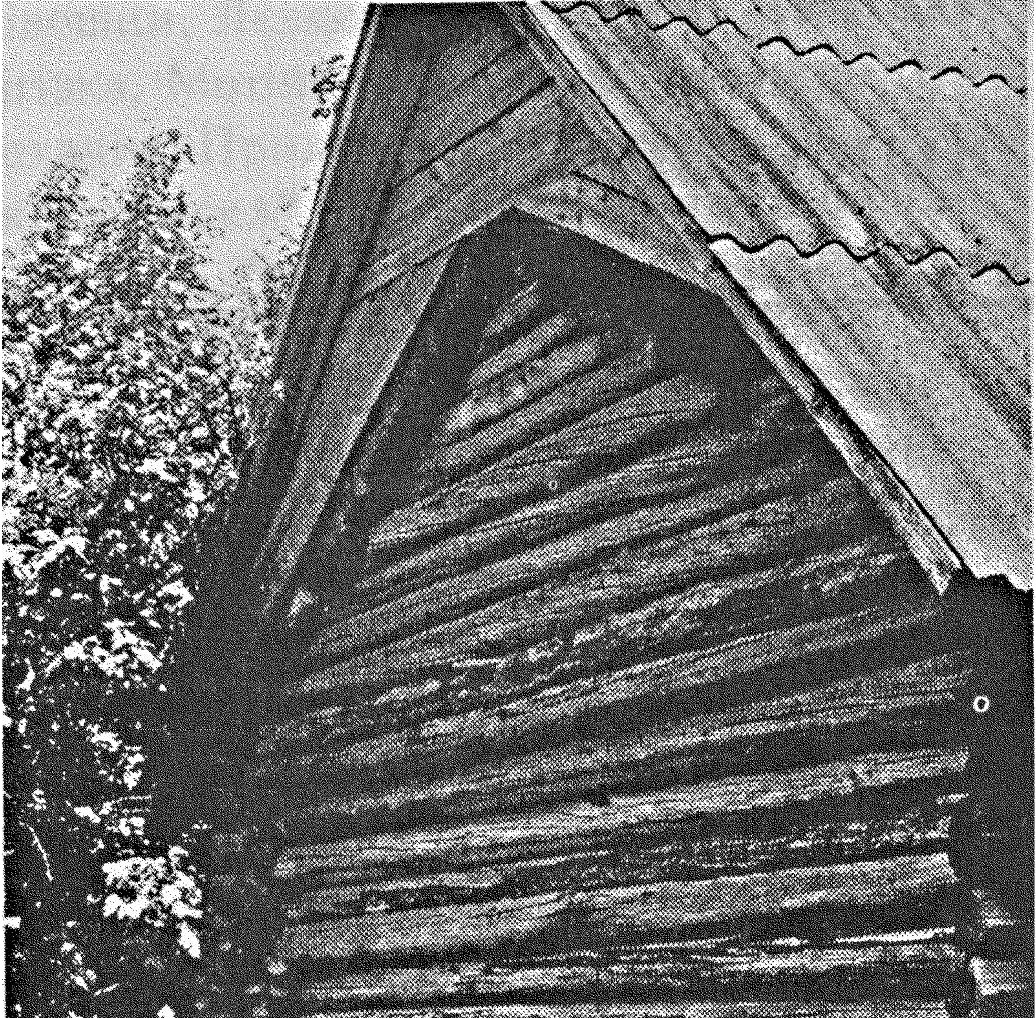
Фронтон дома со стижковым срубным верхом («дарбази») середины — третьей четверти XIX в. с. Левковичи Овручского района Житомирской обл. (за Р. Радовичем).

- Во время постчернобыльских экспедиций по территории Среднего Полесья удалось обследовать почти два десятка кладовых (в одном блоке с жильём и без него), в которых перекрытие крыши одновременно выполняло функцию потолка. В частности, такие кладовые (в одном блоке с жильём) со стижковым срубным верхом обследованы в сёлах: Левковичи (дома первой половины XIX в. и середины — третьей четверти XIX в.), Млинах (дом середины XIX в.), Игнатполя (дом первой половины XIX вв.) Овручского района; Дидковичи (дом середины XIX в.) Коростенского района; Закусило (дом середины XIX в.), Великих Миньках (дом середины XIX в.) Народичского района[75][76]. С. Таранушенко ещё раньше исследовал шпихлир (комору) со сплошным накатом без потолка в сёлах Левковичи Овручского, Дидковичи Коростенского и Свирже бывшего Новгород-Северского (ныне Шосткинского района Сумской обл.)[77][78] Археологам неизвестны конкретные факты бытования многогранных или прямоугольных жилищ из стижковым срубным верхом у древних славян, а лишь на Кавказе: у грузин и осетин — «дарбази», армян — «азарашен» («лгхатуни»), азербайджанцев — «карадам». Известный грузинский учёный Лонгиноз Сумбадзе проводит многочисленные параллели с дарбазным жильём, выполненным с применением дерева или камня, в таких странах, как Таджикистан, Индия, Китай, Корея, Персия, Турция, а также на северо-востоке Африки. Грузинское «дарбази» — это квадратное в плане помещение, перекрытое стижковим центрично-венчастым верхом. На территории Грузии и Осетии оно имело довольно значительное распространение ещё в XIX в. Грузинские учёные считают «Дарбази» одним из древнейших автохтонных типов жилья, широко распространённого в прошлом на востоке и юге этнической территории. Они связывают его с колхидским домом, который описал римский архитектор Витрувий в I в. до н. е.[79] Совершенно уникальны горн вместо варистой печи в селе Копище Олевского района, датированный 1920 годом[80], который известен был также в сёлах Верпа и Можары Овручского района: «На четырёх столбиках деревянных стоит горн. Горн — доски на столбиках, на досках — глина, на глине огонь кладётся, очаг горит, на очаге горна варится блюдо. Горн топится по-чёрному. Потолок-столь закопчены от лёгкого сухого дыма. Стены побелены, закопчены сверху вниз, особенно сверху. Внизу от пола земляного в метр высоты — чистые стены, дым выходит в приоткрытую дверь. Дом во время топки курит — курница».[81] Типологически близки им и пастушьи сезонные жилища — «курницы» из окрестностей села Левковичей, что на территории Овруччины. Ещё в 30-х годах ХХ ст. местные полищуки возводили на отдалённых от села весенних лесных пастбищах сезонные однокамерные срубные жилища. Срубная четырёхугольная клеть высотой 2 м имела размер стен примерно 4×5 м, потолок (?) и была покрыта двускатной дощатой крышей. Дверей и окон в здании не было. Посреди такой «курницы» строили «горен» — открытый очаг, возвышенный над полом. Его основу составлял четырёхугольный в плане сруб с размером сторон примерно 1,5×1,5 м и высотой 0,5-0,7 м. Полость конструкции засыпали песком («землёй»), покрывали слоем глины, которую хорошо утрамбовывали и выравнивали с верхним венцом. На утрамбованной глиняной поверхности «горна» пастухи разжигали огонь и ставили вокруг него горшки, готовя таким образом горячее. Дым из «курницы» выходил через входное отверстие. Также зафиксирован в с. Скураты Малинского района Житомирской области способ ночёвки под открытым небом: пастухи жгли костры, потом выгребали угли, немного давали остыть, клали солому на горен (место, где горел огонь) и на ней спали. На территории Среднего Полесья «горен» использовали также для обогрева «стебки» — тёплого хозяйственного помещения для хранения овощей, корнеплодов, картофеля и т. д. В частности, в с. Бегуне Овручского района Житомирской области в углу помещения, где обычно стоит печь, устанавливали на полу деревянный ящик («сундук»), который наполняли песком, в нём делали небольшую ямку. Зимой во время морозов раз в сутки сюда приносили из дома жар и сыпали его на «ящик». В с. Левковичи Овручского района Житомирской области его заменял «горен» — невысокий (высотой 2—3 венца) сруб, заполненный песком[82].

## Адрес местного совета
11122, Житомирская область, Овручский район, с. Левковичи